# Suolema
Die Suolema (russisch Суолема), auch Suolama (Суолама) genannt, ist ein etwa 262 km langer, südwestlicher bzw. linker Nebenfluss der Anabar im Nordosten der Region Krasnojarsk, Nordwesten der Republik Sacha und im Norden von Sibirien und Russland (Asien).

## Verlauf
Die Suolema entsteht rund 730 km nördlich des nördlichen Polarkreises im Ostteil des Nordsibirischen Tieflands. Ihr Ursprung liegt in der Region Krasnojarsk rund 130 km westnordwestlich des am Fluss Anabar gelegenen Dorfs Jurjung-Chaja: Sie entfließt dem auf etwa 22 m Höhe befindlichen Kieng-Kjuel-See.
Der Fluss fließt überwiegend nordostwärts durch den Ostteil des Nordsibirischen Tieflands und durch seen- und sumpfreiche, aber unbesiedelte Landschaften. Auf seinen letzten Kilometern verläuft er ostwärts.
Schließlich mündet die Suolema auf 0,1 m Höhe in die von Süden heran fließende Anabar, die etwa 800 m flussabwärts auf 0 m Höhe im Rahmen der Anabarbucht in die Laptewsee (Nordpolarmeer) fließt.

## Einzugsgebiet und Zuflüsse
Das Einzugsgebiet der Suolema, das im Oberlauf Anteil am Nordostteil der Region Krasnojarsk hat und sonst in der Republik Sacha liegt, ist etwa 7.440 km² groß. Zu ihren Zuflüssen gehören flussabwärts betrachtet: Lastik-Suolema, Poperetschnaja, Rassocha und Nergebil.

## Hydrologie und Hydrographie
Die Suolema ist etwa von Ende September oder Anfang Oktober bis in den Juni von Eis bedeckt. Wenn im Sommer der Permafrostboden antaut und Eis und Schnee schmelzen, entstehen oft starke Hochwasser.